# Novozélandský červený králík

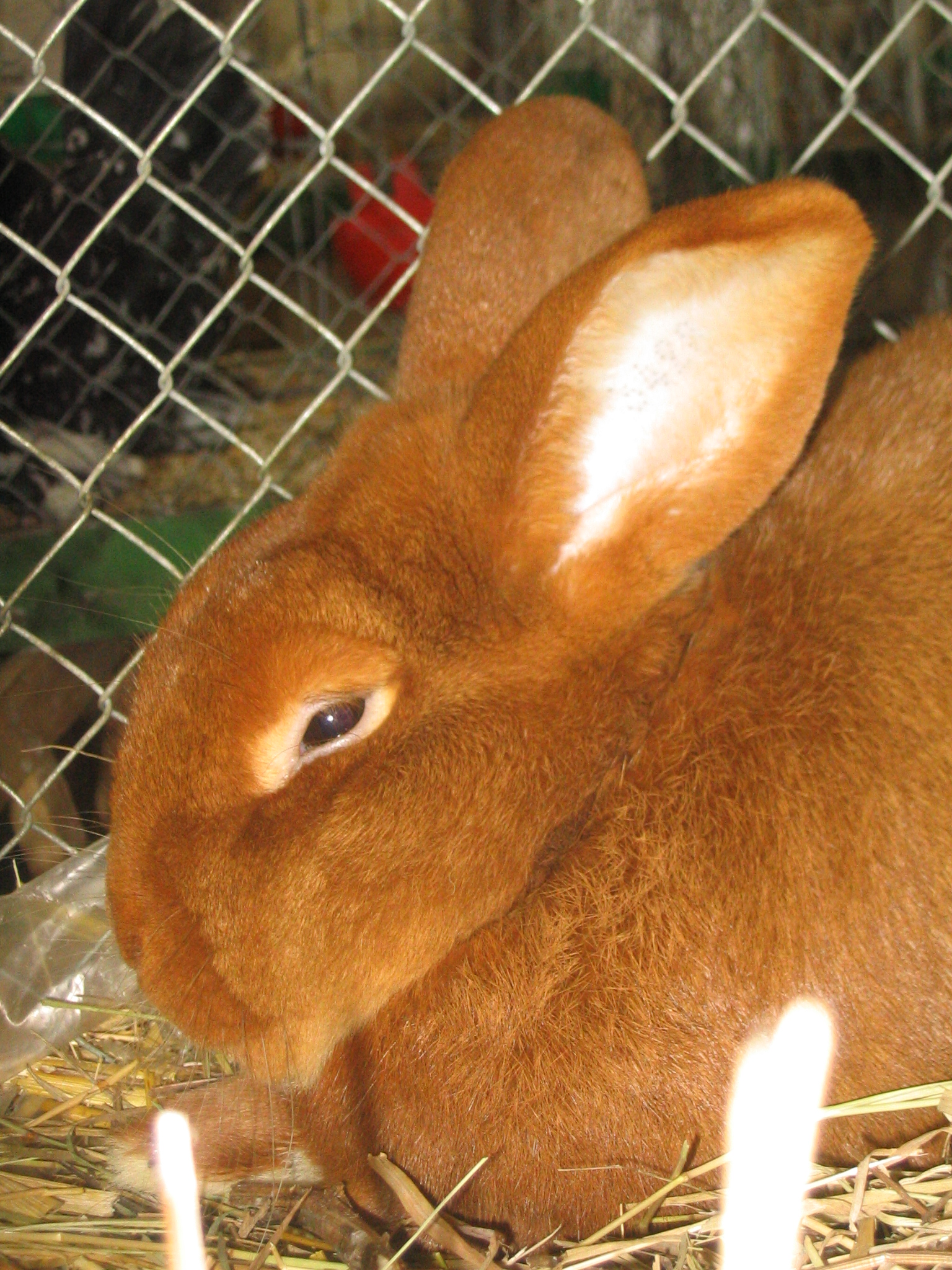
Novozélandský červený králík

Novozélandský červený králík je středně velké plemeno králíka s hmotností 4–5 kg.

## Vznik plemene
Kolem roku 1900 byl vyšlechtěn v Kalifornii ze zaječích králíků, belgických obrů a červenožlutých domácích králíků.

## Popis plemene
Hmotnost činí minimálně 3,0 kg, ideální přes 4,0 kg do maximálně 5,0 kg. Tělo je lehce protáhlé, krátký krk, středně dlouhé končetiny, silná hlava, široký nos a čelo, pevné uši. Hnědé oči, tmavé rohovité drápy. Srst je středně dlouhá, krycí barva je sytě červená, podsada pokud možno stejně zbarvená. Poněkud světlejší jsou oční kroužky, skráňová obruba, břicho, spodina pírka a vnitřní strana končetin.

### Přípustné vady
Slabší hlava a uši, krycí barva skvrnitá, s bílými chlupy nebo světlejší, tmavší nebo světlejší lemy uší. Poněkud světlejší hruď, boky a končetiny, náznak proužků, krémově zbarvená spodina pírka. Naznačená mezibarva, podsada s bílými chloupky.

### Nepřípustné vady
Silné odchylky od tvaru hlavy a uší, příliš světlá krycí barva, černé ohraničení uší, světlá hruď a končetiny,bílé proužky, oční kroužky nebo skráňová obruba jiná barva očí, nebo drápů bílá barva břicha nebo spodiny pírka, vyvinutá mezibarva.

### Zvláštnosti u králic
U starších zvířat je povolen malý, dobře tvarovaný lalůček.